# NGC 731
NGC 731 (другие обозначения — NGC 757, MCG -2-5-73, PGC 7118) — эллиптическая галактика (E) в созвездии Кит.
Этот объект занесён в новый общий каталог несколько раз, с обозначениями NGC 731, NGC 757.
Этот объект входит в число перечисленных в оригинальной редакции «Нового общего каталога».